# Замок Доберлуг
Замок Доберлуг (нем. Schloss Doberlug) — замок в городе Доберлуг-Кирххайн, в Бранденбурге; в настоящее время музей. Замок в стиле ренессанса с четырьмя флигелями был построен в 1551—1676 годах. Ранее на его месте находился монастырь цистерцианцев, основанный в XII веке.
Здание имеет слегка смещенную прямоугольную планировку. Строение окружает ров, который некогда был заполнен водой. Фасады белого цвета контрастируют с красными черепичными крышами. На щипцах с ярко выраженными спиральными колоннами двухуровневые люкарны. Во внутреннем дворе замка две лестничные башни, чьи тонкие вершины представляют собой самую высокую его часть. Здесь же находится круглый фонтан под каменной галереей. Его разорванный фронтон украшен львом и саксонским гербом. Над двором на железных столбах, прикреплённых стене, изображены головы драконов.

## История
В 1165 году на месте будущего замка Дитрихом фон Ландсбергом, маркграфом Остмарки, для монахов-цистерцианцев было основано аббатство Доберлуг. В 1541 году монастырь был упразднён саксонским курфюрстом Иоганном Фридрихом. В 1551 году Генрих фон Герсдорф приобрёл монастырское имущество и построил замок на месте монашеского корпуса.
В 1623 году саксонский курфюрст Иоганн Георг I купил замок Доберлуг за триста тысяч талеров. Спустя два года он продолжил расширять замок. В 1628 году им был полностью восстановлен южный флигель здания. Курфюрст планировал использовать замок, как охотничий домик, но умер раньше завершения строительных работ. В 1657 году замок наследовал его сын — Кристиан I, герцог Саксонии-Мерзебурга. При нём в 1676 году все строительные работы были окончены. Во время эпидемии чумы в Мерзебурге в 1682 году герцог жил в замке. В 1661 году Кристиан I основал рядом с ним город Доберлуг. Генрих, последний герцог Саксонии-Мерзебурга, умер в 1738 году в замке Доберлуг. После его смерти здесь находилась резиденция вдовствующей герцогини Саксонии-Мерзебурга.
В сентябре 1758 года в замке гостил прусский король Фридрих Великий. Восхищённый расположением замка, он признался, что поселился бы в нём, чтобы вести «философскую жизнь» с шестью друзьями. В 1773 году в замке стали селить придворных служителей курфюрстов саксонских. По решению Венского конгресса в 1815 году территория, на которой находился Доберлуг, отошла к Прусскому королевству. Вплоть до начала XX века в нём находились различные государственные учреждения, последним из которых была тюрьма. Первые реставрационные работы в замке были проведены в 1906 году. В 1929 году под лепкой на потолке в здании были обнаружены панно XVI века.
В 1950 году в здании разместили полицейские казармы. В 1959 году в нём были выделены помещения для железнодорожного пионерского учебного полка NVA. За это время вся призамковая территория была застроена бараками. В 1980 году в Доберлуге были снова проведены реставрационные работы.
В 1994 году Управление федерального имущества перевело замок в ведение города Доберлуг-Кирххайн. Три года спустя был основан фонд замка Доберлуг. Первый этап масштабных реставрационных работ был завершен в 1998 году сносом всех поздних строений и установкой системы освещения. В то же время начались работы по очистке и перепланировке самого замка.
В 1999 году фирма «Бранденбургский замок» провела ремонт крыш и фасадов. В 2014 году в уже отремонтированном замке была открыта первая Бранденбургская государственная выставка «Доберлуг: от основания до присоединения к Прусскому королевству».